# Спиро Костури
Спиро Йован Костури (на албански: Spiro Jovan Kosturi) е албански възрожденец, деец на Албанското национално възраждане.

## Биография
Роден е в град Корча, Османската империя, днес Албания. Син е на албанския възрожденец Йован Костури. Спиро Костури е един от четиримата попечители на Корчанското албанско училище и като такъв през 1903 година е арестуван от Османските власти поради участието му в националното движение на албанците. Арестуван е и е заточен в Солун. През 1906 година гръцкият митрополит Фотий Калпидис е убит от албанска възстаническа чета, която отава неразкрита от османските власти. Няколко месеца по-късно гръцката въоръжена пропаганда в Македония в отговор убива Спиро Костури в Солун на 11 ноември 1906 година.
Смъртта на Костури повлиява на албанското национално движение. Свикано е заседание, приемат се резолюции и вестниците на диаспората Комби в Бостън и Дрита в София въздигат националните сантименти. Костури е определен за мъченик в средите на албанското национално движение и в борбата срещу гърците.
Спиро Костури е брат на Идомен Костури, албански политик, регент и веднъж действащ министър-председател на Албания.